# Ruby (filme)
Ruby (bra Caso Kennedy - Uma Conspiração) é um filme dramático estadunidense de 1992, dirigido por John Mackenzie, com roteiro baseado em peça teatral de Stephen Davis. 
Conta a história de Jack Ruby, dono de boate em Dallas que assassinou Lee Harvey Oswald na garagem de uma delegacia de polícia em 1963. 

## Elenco
- Danny Aiello	.... 	Jack Ruby
- Sherilyn Fenn	.... 	Sheryl Ann DuJean / Candy Cane
- Arliss Howard	.... 	Maxwell
- Tobin Bell	.... 	David Ferrie
- Joe Cortese	.... 	Louie Vitali
- David Duchovny	.... 	Oficial Tippit